# Les Pages de l'angoisse
Pour plus de détails, voir Fiche technique et Distribution.
Les Pages de l'angoisse (Nightbooks) est un film américain réalisé par David Yarovesky, sorti en 2021.

## Synopsis
Alex Mosher, un jeune garçon vivant avec ses parents dans un appartement de Brooklyn écrit des histoires d'horreur. Le soir de Halloween, enragé, il décide qu'il n'écrira plus jamais et commence à ravager sa chambre. Il s'enfuit de l'appartement en prenant son carnet de nouvelles dans l'optique de le brûler. Mais alors qu'il prend l'ascenseur, Natacha, une sorcière le capture dans son appartement et exige de lui qu'il lui raconte une histoire terrifiante chaque jour.

## Fiche technique
- Titre : Les Pages de l'angoisse
- Titre original : Nightbooks
- Réalisation : David Yarovesky
- Scénario : Mikki Daughtry et Tobias Iaconis d'après le roman de J. A. White
- Musique : Michael Abels
- Photographie : Robert McLachlan
- Montage : Peter Gvozdas
- Production : Romel Adam, Michelle Knudsen, Mason Novick, Robert Tapert et Sam Raimi
- Société de production : Catchlight Studios, Ghost House Pictures, MXN Entertainment et Netflix
- Pays de production :  États-Unis et  Canada
- Genre : fantastique et horreur
- Durée : 103 minutes
- Date de sortie : 
  - Monde : 15 septembre 2021 (sur Netflix)

## Distribution
- Winslow Fegley (VFB : Émile Salamone) : Alex Mosher
- Krysten Ritter (VFB : Sophie Frison) : Natacha, la sorcière
- Lidya Jewett (VFB : Mina Moumen) : Yasmin
- Jess Brown (VFB : Sofia Atman) : la mère d'Alex
- Mathieu Bourassa (VFB : Erico Salamone) : le père d'Alex
- Luxton Handspiker : Todd
- Khiyla Aynne : Jenny
- Stephen R. Hart : la sorcière maléfique
- Taylor Belle : Natacha jeune
- Neil Emmanuel Lu : Joshua, l'ami d'enfance d'Alex
- Eden Gjoka : Cody
- Miley Haik : Mia
- Jill Frappier (VFB : Monique Clémont) : Grizelda

## Accueil
Le film a reçu un accueil plutôt favorable de la critique. Il obtient un score moyen de 65 % sur Metacritic.